# NGC 24
NGC 24 ist eine Spiralgalaxie vom Hubble-Typ SA(s)c im Sternbild Bildhauer am Südsternhimmel. Sie ist rund 26 Millionen Lichtjahre von der Milchstraße entfernt und hat einen Durchmesser von etwa 45.000 Lichtjahren.

Gelegentlich wird NGC 24 zusammen mit NGC 45 als mögliches Mitglied der Sculptor-Gruppe erwähnt. Aufgrund der höheren Rotverschiebung sind diese beiden Galaxien jedoch eher im Hintergrund dieses Galaxienhaufens.
Das Objekt wurde am 27. Oktober 1785 von dem deutsch-britischen Astronomen Wilhelm Herschel entdeckt.

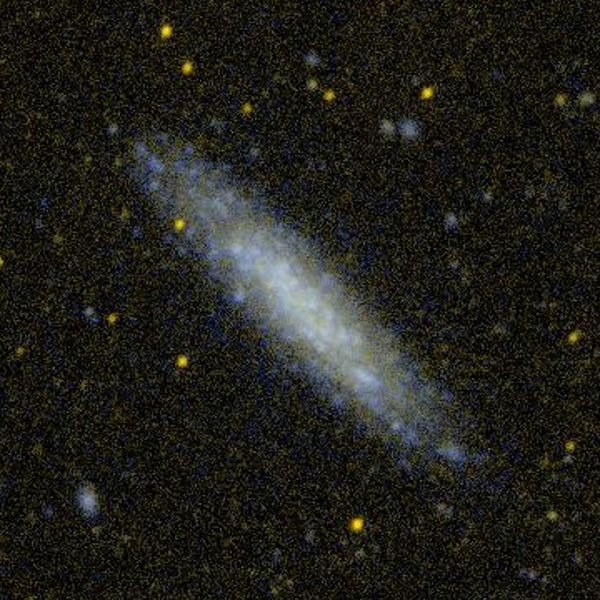
Ultraviolettaufnahme des Weltraumteleskop GALEX
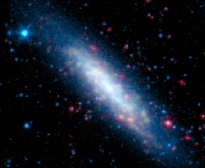
Infrarotaufnahme des Spitzer-Weltraumteleskops